# دانيال جلانسي
دانيال جلانسي (بالإنجليزية: Daniel Glancy)‏ مواليد 13 نوفمبر 1988 في مقاطعة مايو، جمهورية أيرلندا، هو لاعب كرة مضرب أيرلندي بدأ مسيرته كمحترف سنة 2009 يلعب باليد اليمنى. أعلى تصنيف له في الفردي كان المركز الـ 718 في سنة 2013. أعلى تصنيف له في الزوجي كان المركز الـ 352 في سنة 2011.

## روابط خارجية
- دانيال جلانسي على موقع رابطة محترفي التنس (الإنجليزية)
- دانيال جلانسي على موقع الاتحاد الدولي لكرة المضرب (الإنجليزية)
- دانيال جلانسي على موقع كأس ديفيز (الإنجليزية)
- دانيال جلانسي على موقع خلاصة التنس.كوم (الإنجليزية)